# ソン・ドヒョン
ソン・ドヒョン（2003年3月12日 - ）は、大韓民国のソウル特別市出身のプロアイスホッケー選手。ポジションはゴールテンダー。アジアリーグアイスホッケーのH.C.栃木日光アイスバックスに所属。

## 経歴
慶熙中学校から光成高等学校に進学。AIHCS HOCKEY KONGでもプレー。アンダーカテゴリーの韓国代表にも選出されている。
2023年8月10日にトライアウトを受けて、アジアリーグアイスホッケーのH.C.栃木日光アイスバックスに入団した。
オフの2024年5月23日にアイスバックスと契約を更新した。

## 詳細情報

### 背番号
- 33（2023年 - ）